# 교황 아가피토 2세
교황 아가피토 2세(라틴어: Agapetus PP. II, 이탈리아어: Papa Agapito II)는 제129대 교황(재위: 946년 5월 10일 - 955년 11월 8일)이다.

## 약력
로마 귀족 집안 출신인 아가피토는 로마인 아버지와 그리스인 어머니 사이에서 태어났다. 그의 아버지는 집정관을 지낸 아니키우스 파우스투스 알비누스 바실리우스의 후손이다. 교황 마리노 2세가 선종한 후, 946년 5월 10일에 스폴레토의 알베리크 2세의 추대를 받아 새 교황으로 선출되었다. 마로치아의 아들 스폴레토의 알베리크 2세가 스스로 로마 공작 겸 원로원 의원이라고 주장하면서 독립적인 로마 공화국의 지배자로 나섰기 때문에 아가피토 2세는 로마와 교황령에서 세속적 권력을 전혀 행사할 수 없었다. 베렌가리오 2세와 오토 1세가 이탈리아의 지배권을 놓고 대결 구도를 벌이는 덕분에 알베리크 2세는 로마와 아가피토 2세에 대해 완전히 장악할 수가 있었다. 이는 곧 아가피토 2세의 권한이 교회 문제에만 국한되어 있었다는 것을 의미한다. 심지어 951년 오토 1세에게 이탈리아 문제에 개입해달라는 아가피토 2세의 요청 역시 베렌가리오 2세의 권력이 점차 강해지고 있는 것에 대해 우려한 알베리크 2세의 사주로 이루어진 것이다. 그러나 오토 1세가 보낸 특사 자격으로 로마를 방문한 마인츠와 쿠어의 주교들은 자신들을 위한 환영 연회와 중요한 문제들을 논의하기 위해 교황을 알현하려고 했을 때, 알베리크 2세에 의해 쫓겨났다.
아가피토 2세는 랭스의 주교품을 둘러싸고 갈등이 격화되자 여기에 개입해야만 했다. 그는 948년 6월 주교직을 요구하는 당사자들인 베르망두아의 위그와 랭스의 아르탈드 사이의 문제를 해결하기 위해 잉겔하임에 시노드를 소집할 것을 지시했다. 아가피토 2세는 여러 주교에게 서신을 보내 시노드에 참석할 것을 요청했으며, 보마르초의 마리노를 교황 특사로 임명하여 자신을 대신해서 시노드에 참석해 일을 처리하도록 했다. 교황 특사를 통해 아가피토 2세는 프랑스의 루이 4세 국왕에 대한 자신의 지지의사를 표명했으며, 랭스의 주교로 아르탈드가 착좌하는 것에 동의하였다. 잉겔하임에 이어 트리어에서도 시노드가 소집되었는데, 아가피토 2세는 이번에도 보마르초의 마리노를 교황 특사로 파견했다.
949년 아가피토 2세는 로마 시노드를 소집하여 앞서 소집된 잉겔하임 시노드와 트리어 시노드의 결의를 재확인했다. 아울러 랭스의 전임 주교인 위그를 규탄했으며, 루이 4세 국왕에 반대한다는 이유로 위그의 아버지인 베르망두아 백작 에베르 2세를 파문했다.
아가피토 2세는 루이 4세와 오토 1세 양자의 요청에 따라 그들 나라에 있는 여러 수도원 및 수녀원에 특권을 부여했다. 그는 독일 내 교구 구성을 재편하려는 오토 1세의 계획에 동조했지만, 마인츠 대주교 빌헬름의 반대와 압력 탓에 결국 무산되었다. 948년경 아가피토 2세는 함부르크 대주교에게 교황 대신 덴마크와 기타 북유럽 국가들의 주교들을 서임할 권한을 부여했다. 그는 또한 윌란의 왕 프로데 4세로부터 자국에 선교사들을 파견해 달라는 요청을 받은 것으로 전해진다.
아가피토 2세는 또한 판노니아 지역의 관구장 지위를 놓고 잘츠부르크 대주교 헤르볼트와 라우리아쿰 주교 제라르트 사이에 분쟁이 일어나자 이를 중재해 달라는 요청을 받았다. 이에 아가피토 2세는 당사자 두 명에게 각각 편지를 써서 보냈는데, 편지에서 그는 라우리아쿰 교구는 본래 판노니아 관구에 속해 있었지만, 훈족의 침략으로 인한 파괴가 있은 후, 주교좌가 다른 도시로 옮겨지면서 잘츠부르크가 대교구로 승격되었다는 사실을 상기시켰다. 그 결과, 두 사람이 교회법적으로 각자의 주교좌와 성직, 교구를 보유하게 되었다는 것이다. 아가피토 2세는 판노니아 서부에 대한 관할권은 잘츠부르크 대주교가 관할하도록 하고, 라우리아쿰 주교는 아바르족과 모라비아인이 점령한 지역과 연결된 동부를 관할하도록 한다는 결정을 내렸다.
이탈리아의 경우, 아가피토 2세는 베네벤툼 공작과 카푸아 공작에게 편지를 써서 그들이 빼앗은 수도원들을 수사들에게 돌려줄 것을 요구했다. 또한 그는 성직매매 혐의로 기소된 테르몰리의 주교와 트리벤토의 주교를 파면했다. 그는 이탈리아 성직자들의 종교적 생활을 쇄신하기 위한 차원에서 알베리크 2세의 지원을 받아 고르체 수도원의 아빠스에게 산 파올로 푸오리 레 무라 대성전의 수도 공동체에 수사들을 보내줄 것을 요청했다.
아가피토 2세는 955년 11월 8일 선종했으며, 후임 교황으로 알베리크 2세의 아들인 옥타비아누스가 교황 요한 12세라는 이름으로 계승하였다. 사후 아가피토 2세의 유해는 라테라노 대성전의 후진(後陣) 뒤에 있는 교황 레오 5세와 교황 파스칼 2세의 무덤 가까이에 매장되었다. 아가피토 2세는 거룩하고 특별히 성덕이 출중한 인물로 기억되고 있다.